# Stadtbahn Mülhausen

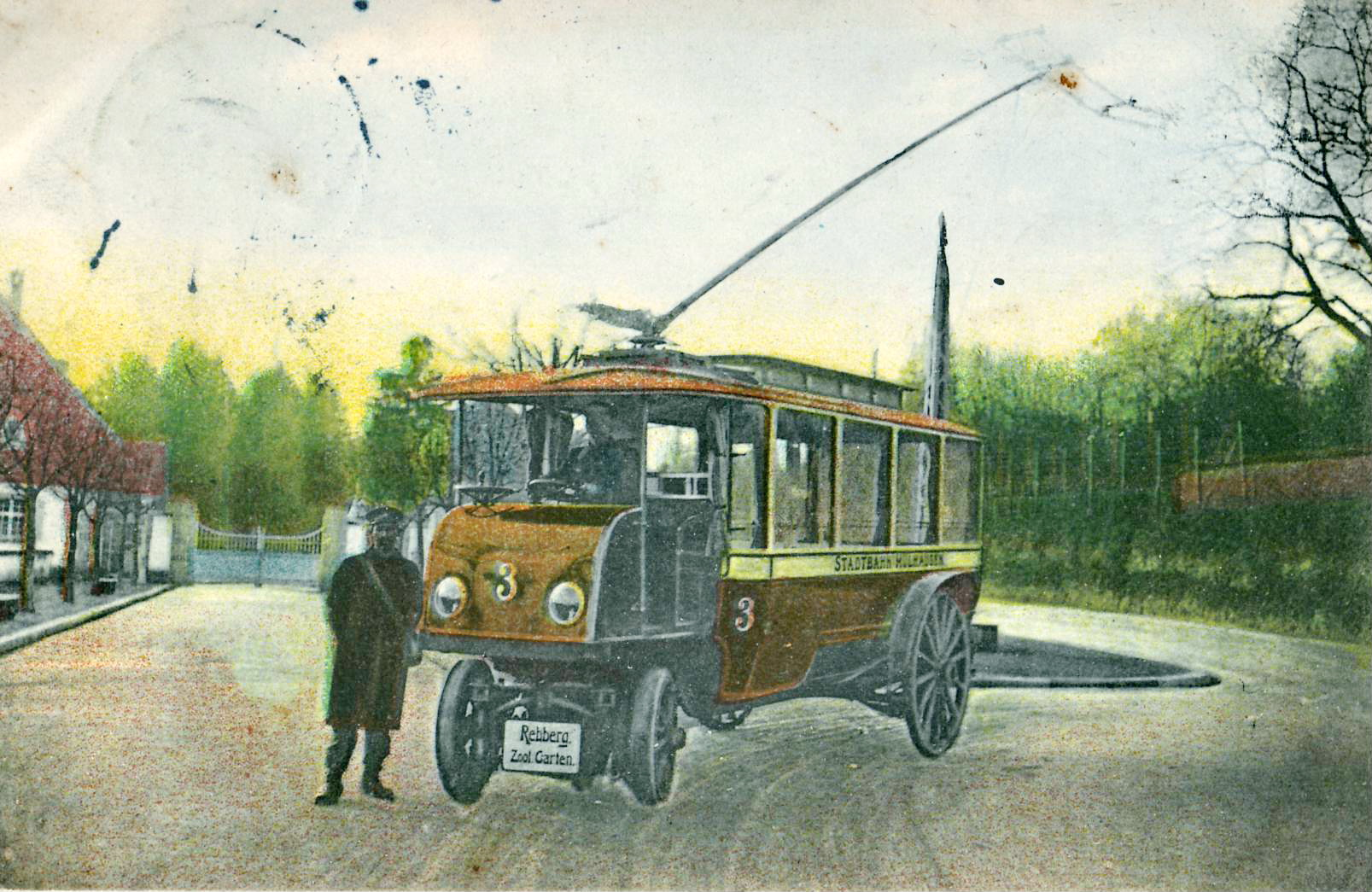
Wagen 3 in der stadtauswärtigen Wendeschleife, auf dem Zielschild ist als Endstelle Rebberg. Zool. Garten. angegeben

Die Stadtbahn Mülhausen war ein Oberleitungsbus-Betrieb in Mülhausen im Elsass, im deutschen Sprachraum damals noch Gleislose Bahn genannt. Er wurde 1907 als Ergänzung zur bereits seit 1882 bestehenden konventionellen Straßenbahn auf Schienen eingerichtet und musste am 14. Juli 1918 wieder eingestellt werden, nachdem ein Brand die Wagenhalle und alle Fahrzeuge zerstörte. Eigentümer des Betriebs war die Stadt Mülhausen selbst.
Unabhängig von der hier behandelten Stadtbahn existierte zwischen dem 5. Juli 1946 und dem 4. November 1968 in Mülhausen erneut ein Oberleitungsbus-Betrieb, er übernahm teilweise Strecken der 1960 eingestellten Straßenbahn.

## Streckenverlauf

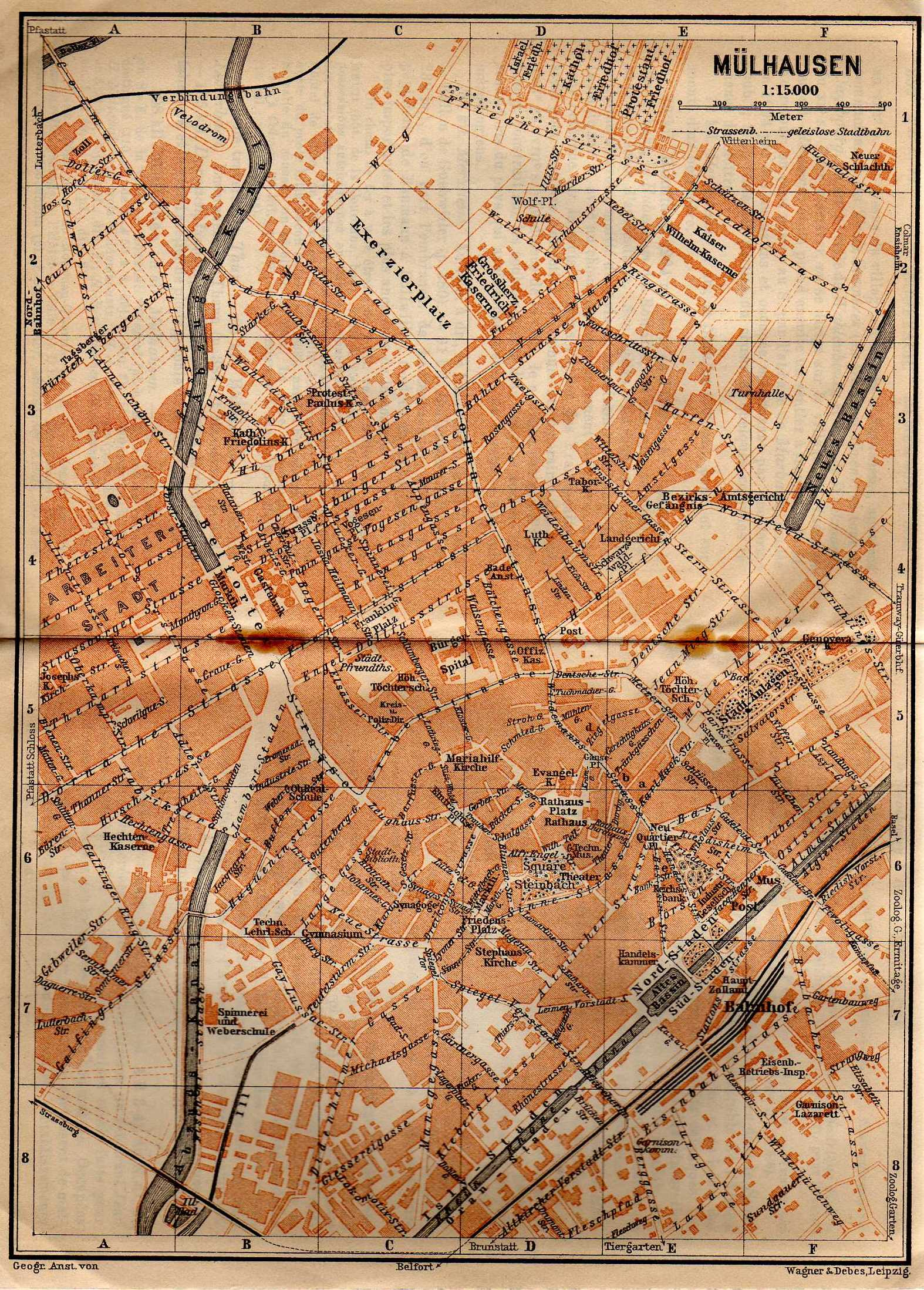
Zeitgenössischer Stadtplan mit dem Streckenverlauf in der Innenstadt, die Legende unterscheidet zwischen der Strassenbahn einerseits und der geleislosen Stadtbahn andererseits

Die 1,7 Kilometer lange und maximal 83 Promille steile Strecke der Stadtbahn verband den Neuquartierplatz, heute Place de la République, in der Innenstadt mit dem damaligen Eingang des Mülhäuser Zoos am Ende der Tiergartenstraße, der heutigen Rue du Jardin Zoologique. In stadtauswärtiger Richtung betrachtet querte sie dabei zunächst auf der Guteleut-Brücke den Rhein-Rhône-Kanal und die Bahnstrecke Müllheim–Mulhouse, passierte anschließend den Tivoliplatz und folgte im weiteren Verlauf dem Kamispfad, heute Boulevard Léon Gambetta. Die Stadtbahn erschloss damit auch die Villenkolonie Rebberg auf den Hügeln im Süden der Stadt, für deren Bedienung die bereits vorhandene Straßenbahn als Verkehrsmittel nicht geeignet erschien. Im Streckenverlauf wechselte der Straßenbelag damals zwischen Makadam ohne Packlage, Asphalt und Großpflaster.
In der Innenstadt bediente die Stadtbahn eine Häuserblockschleife gegen den Uhrzeigersinn. Vom Rebberg kommend führte diese durch die Guteleut-Straße, die Baseler Straße, die Händel-Straße und die Jacques-Henner-Straße zurück zur Guteleut-Straße. Auf dem Vorplatz des Zoologischen Gartens stand gleichfalls eine Wendeschleife gegen den Uhrzeigersinn zur Verfügung. 

## Geschichte
Erbaut und betrieben wurde die Stadtbahn Mülhausen nach dem so genannten System Schiemann, entwickelt vom sächsischen Unternehmen Gesellschaft für gleislose Bahnen Max Schiemann & Co. aus Wurzen. Als Inbetriebnahmedatum ist der Juli des Jahres 1907 überliefert, die offizielle Eröffnung erfolgte schließlich am 11. September 1907. Doch führte an jenem Tag ein Bremsversagen zu einem Unfall, so dass der reguläre Linienbetrieb erst am 9. Oktober 1908 aufgenommen werden konnte.  
Als Besonderheit verfügten die in Mülhausen verwendeten Fahrzeuge nur über eine statt wie üblich zwei Stromabnehmerstangen. Dies war möglich, weil die beiden Drähte der Oberleitung in einem Abstand von nur 15 Zentimetern zueinander angeordnet waren. Damit standen sie deutlich näher zueinander als bei anderen Oberleitungsbus-Anlagen üblich. Dieses so genannte „Einstangenkontaktsystem“ kam nur bei einigen wenigen Betrieben zur Anwendung, die hier behandelte Anlage war die weltweit erste, bei welcher dies der Fall war. Die neue Bauweise ermöglichte es zudem, jeder Fahrtrichtung ein eigenes Fahrleitungspaar zur Verfügung zu stellen. Anders als bei allen zuvor gebauten Schiemann-Anlagen konnten sich die Wagen dadurch begegnen ohne anzuhalten, die gesamte Fahrleitungslänge betrug 3,3 Kilometer. Die Stadtbahn fuhr im Siebeneinhalb-Minuten-Takt, Güterverkehr fand nicht statt. Der Strompreis für den Betrieb der Anlage betrug 1908 zehn Pfennig je Kilowattstunde.
Neben der realisierten Rebbergbahn war 1908 noch eine elf Kilometer lange Ringlinie in Planung, die aber nicht mehr zur Ausführung kam. Der Rebberg wiederum blieb nach Einstellung der Stadtbahn ganz ohne Verkehrsanbindung, erst ab 1930 verkehrte ersatzweise eine Autobuslinie dorthin.

## Fahrzeuge
Der Stadtbahn Mülhausen standen insgesamt vier Triebwagen mit den Betriebsnummern 1 bis 4 zur Verfügung. Sie wiesen jeweils 20 Plätze auf, waren 2,8 Tonnen schwer und hatten eine Motorleistung von 15 bis 22 Pferdestärken. Anhänger waren keine vorhanden, für die nicht realisierte Ringlinie hätten aber – neben 20 weiteren Triebwagen – auch zehn Beiwagen beschafft werden sollen.

## Galerie

Wagen 1 bedient die Haltestelle beim Baslertor, ein zusätzliches Haltestellenschild ist am Querdraht angebracht
Wagen 1 in der Innenstadt
Wagen 4 vor dem Eingang zum Zoo
Eine Stadtbahn fährt auf dem Tivoliplatz stadtauswärts
Wagen 2 passiert auf dem Weg stadtauswärts den Tivoliplatz, deutlich zu erkennen die jeweils zwei Fahrdrähte pro Richtung
Wagen 1 erreicht auf dem Weg zum Zoo eine Zwischenhaltestelle auf dem Rebberg
Wagen 1 fährt stadteinwärts und passiert das markante Gebäude an der Einmündung der Rue Stoeber in den Boulevard Léon Gambetta